# One Life Stand
One Life Stand é o quarto álbum de estúdio da banda de  electropop/synthpop britânica Hot Chip, foi lançado no dia 29 de Janeiro de 2010.
Todas as músicas foram escritas pela banda Hot Chip.

## Faixas
1. "Thieves in the Night" – 6:09
2. "Hand Me Down Your Love" – 4:33
3. "I Feel Better" – 4:41
4. "One Life Stand" – 5:23
5. "Brothers" – 4:21
6. "Slush" – 6:29
7. "Alley Cats" – 5:21
8. "We Have Love" – 4:28
9. "Keep Quiet" – 4:02
10. "Take It In" – 4:10

### Bônus tracks da edição Deluxe
1. "Brothers" – Short Film
2. "One Pure Thought" (Live in Brixton 2008)
3. "Alley Cats" (Live in Brixton 2008)
4. "No Fit State" (Live in Brixton 2008)